# NGC 228
NGC 228 (również PGC 2563 lub UGC 458) – galaktyka spiralna z poprzeczką (SBab), znajdująca się w gwiazdozbiorze Andromedy. Odkrył ją Édouard Jean-Marie Stephan 10 października 1879 roku.